# Kerényi Mihály
Kerényi Mihály (Budapest, 1957. május 11. –) magyar film- és televíziórendező.

## Pályafutása
Tanulmányait Budapesten és New Yorkban végezte, 1977-ben fényképészoklevelet, a Színház- és Filmművészeti Főiskolán 1981-ben film- és televíziórendezői diplomát szerzett. Ezzel párhuzamosan zenei tanulmányokat folytatott.
1982-től a Magyar Televízió rendezője, 1983-ban elhagyta az országot. 1984-től osztrák és amerikai színházakban asszisztens, aztán az USA-ban kellékes, díszítő, díszletasztalos, világosító majd fővilágosító; rendezőként 1987-ben mutatkozott be New Yorkban. 1994-től hazatértéig a Cleveland Classical Opera Players rendezője.
1997-től 1999-ig az M-Sat TV kulturális rovatának rendezője, majd a Magyar Televízióban forgatott filmeket. Ugyanitt adásrendező. 2006 és 2012 között kerületi kábeltelevíziók főszerkesztője, illetve igazgatója. 2008-tól a HSD-Magyar Rendezők Társaságának ügyvivője, 2008 és 2009 között a FERA (Fédération Européenne des Réalisateurs de l’Audiovisuel – Európai Audiovizuális Rendezők Szövetsége) vezetőségi tagja.
2002-től 2004-ig a Magyar Állami Operaház rendezője. Magyarországon több vidéki és budapesti színházban rendezett.
Koncertfilmek és klasszikus zenei felvételek rendezője.
Szülei Kerényi Zoltán filmvágó, rendező és Kerényi Zoltánné (sz. Sulczer Gabriella) zenei rendező, filmvágó.

## Rendezései

### Film és televízió
- Tancredi e Clorinda (operafilm)
- Lila fecske (rövidjáték)
- Katakomba (dokumentumfilm)
- 25 év múlva (dokumentumfilm)
- A Cayeux-legenda (képzőművészeti)
- Három portré (képzőművészeti)
- Tiszta őrület (dokumentumfilm)
- Stressz (ismeretterjesztő)
- Térképészetünk története (ismeretterjesztő)
- Bloggerek (ismeretterjesztő)
- Támadnak a mémek (ismeretterjesztő)
- Animációs rendezők portréi
- Láncreakció (tévéfilm)
- Megtanulni tanulni (dokumentumfilm)
- Psota-Vámos!
- Divat cirkusz színház
- Piroska és a farkas (operafilm)
- Némafilm (ismeretterjesztő)
- Musica ricercata (zenefilm)

### Színház és opera
- The Human Voice (Cocteau)
- Evening Hour in Late Fall (Dürrenmatt)
- The Philosopher’s Stone (Lagerkvist)
- Ilyenek a nők (Da Ponte)
- A testőr (Molnár)
- Kaland (Márai)
- Don Perlimplin és Belisa szerelme a kertben (Lorca)
- Lo Speziale (Haydn)
- Aventures, Nouvelles aventures (Ligeti)
- L’infedeltà delusa (Haydn)
- Szerelmi bájital (Donizetti)
- East Side Story (Faragó Béla)
- Élet a Holdon (Haydn)
- Alkalom szüli a tolvajt (Rossini)
- Julius Caesar (Händel)
- La voix humaine (Poulenc)
- Az álruhás kertészlány (Mozart)
- Háry János (Kodály)